# Adieu Galaxy Express 999 (película)
Adieu Galaxy Express 999 es una película de anime japonesa de 1981 dirigida por Rintaro con guion de Hiroyasu Yamaura y Leiji Matsumoto. La cinta está basada en el manga Galaxy Express 999, creado por el mencionado Leiji Matsumoto.

## Sinopsis
Adieu presenta una historia completamente nueva que tiene lugar tres años después de la destrucción del planeta Maetel. The Machine Empire ahora tiene un dominio aún mayor sobre la galaxia. Los rumores están en pie de que Maetel se convierta en su nueva Reina. Tetsuro, un luchador por la libertad, se sorprende cuando un mensajero le trae la noticia de que el 999 está regresando y que Maetel quiere que lo aborde. Tetsuro hace su camino hacia el 999 y parte de la tierra, convertida ahora en un campo de batalla.